# Пушкино (Армения)
Пушкино (арм. Պուշկինո) — русское село в Лорийской области (бывш. Степанаванского района) Армении.

## История
А. С. Пушкин в своих путевых заметках «Путешествие в Арзрум» описывает, как 11 июня 1829 года рядом с крепостью Гергеры он якобы столкнулся с телом убитого в Тегеране А. С. Грибоедова.
Отдохнув несколько минут, я пустился далее и на высоком берегу реки увидел против себя крепость Гергеры. Три потока с шумом и пеной низвергались с высокого берега. Я переехал через реку. Два вола, впряженные в арбу, подымались по крутой дороге. Несколько грузин сопровождали арбу.  „Откуда вы?” — спросил я их. — „Из Тегерана". — „Что вы везете?" — „Грибоеда". Это было тело убитого Грибоедова, которое препровождали в Тифлис
(Пушкин. Путешествие в Арзрум).
В научной литературе этот сюжет неоднократно подвергался критике и характеризовался как вымысел. Он противоречит документальным свидетельствам о воинских почестях, с которыми гроб Грибоедова перевозили на самом деле. Согласно отчёту генерального консула России в Тебризе Андрея Амбургера, от Тегерана до границы с Россией тело дипломата сопровождал отряд из 50 всадников во главе с Кеиб Али-султаном, а от границы до Тифлиса — батальон 2-го Тифлисского полка во главе с генерал-майором Мерлини.
На территории села Пушкино находилась казачья кавалерийская часть. Село называлось Верхний Гер Гер (Русские Гер геры). То, что ниже — Нижний Гер Гер. В этой части одну ночь ночевал Пушкин. В дальнейшем на этой территории находились различные воинские части, в том числе и ракетная. На территории школы были могилы русских офицеров, на месте школы была церковь, снесённая во время ВОВ. После Спитакского землетрясения 1988 года они пропали (одна могила сохранилась возле ограды бывшей школы). Ещё некоторые могилы русских офицеров перенесли на русское кладбище села, есть сохранившиеся. Пушкиным село стало называться сначала в народе после его посещения Верхнего Гер Гера, а потом и официально. На момент посещения Пушкиным села оно находилось в нескольких километрах к северу от границы между Армянской областью и Грузинской губернией, сегодня оно находится в 25-30 км к югу от границы Грузии с Арменией.

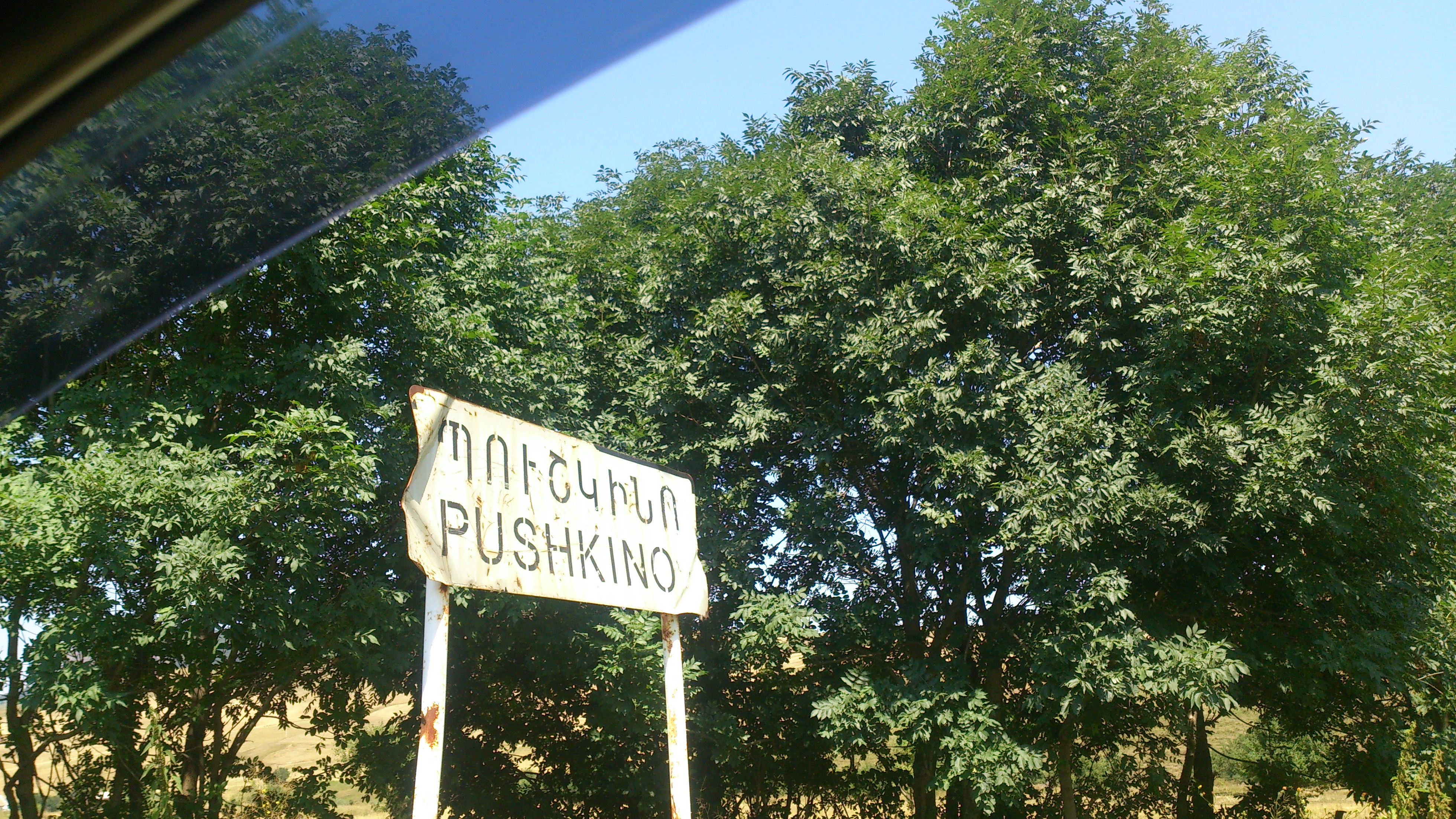
Въезд в село
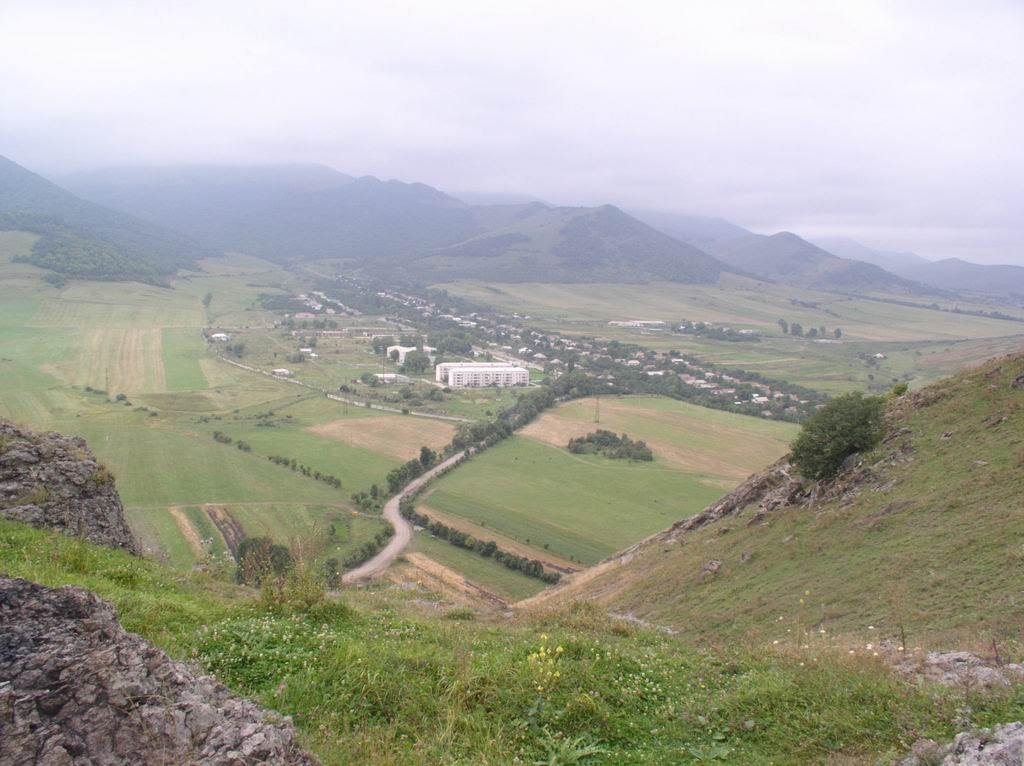
Общий вид
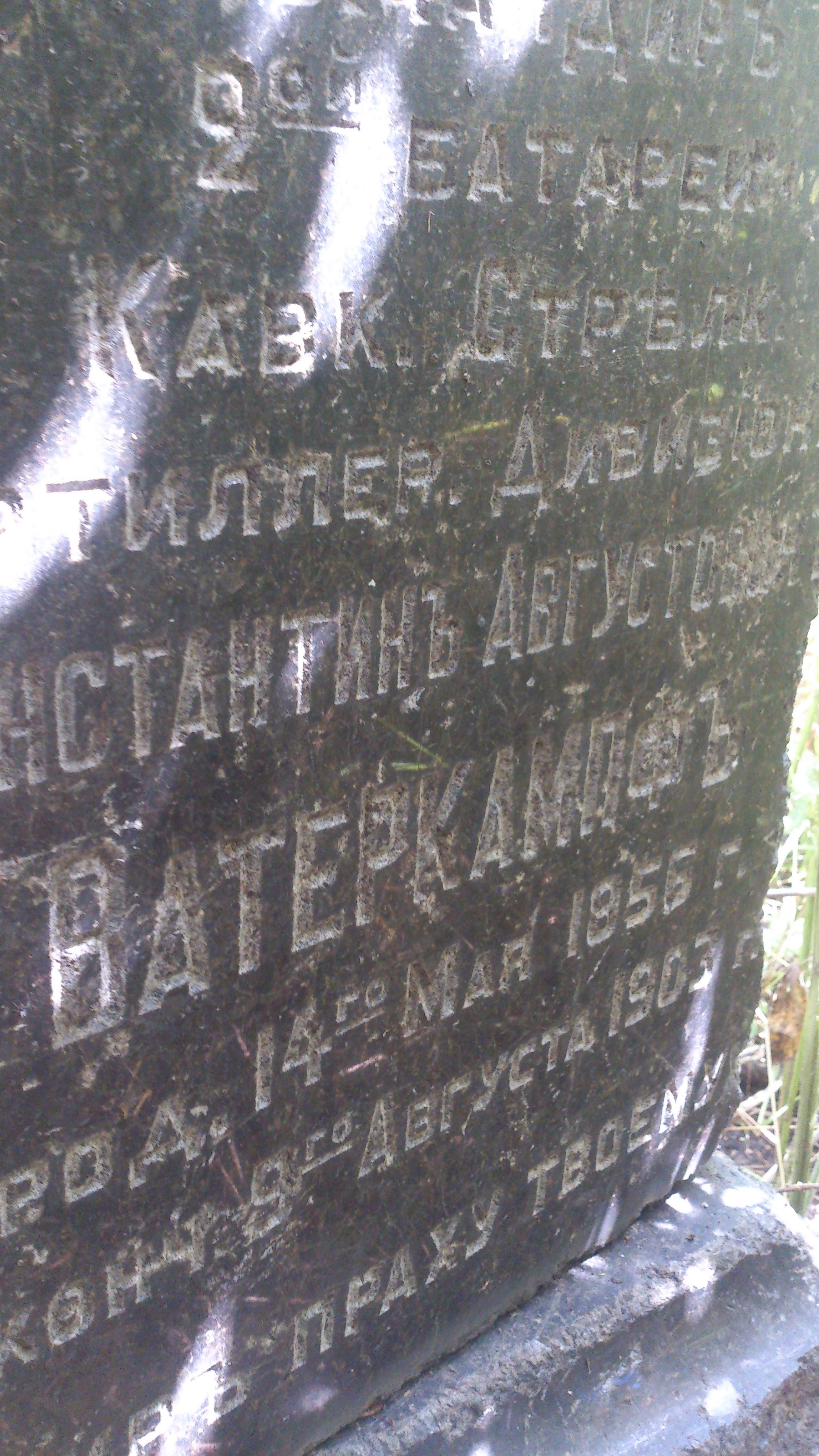
Памятник русскому офицеру. Перенесён на кладбище в Пушкино от места захоронения у церкви при её сносе.
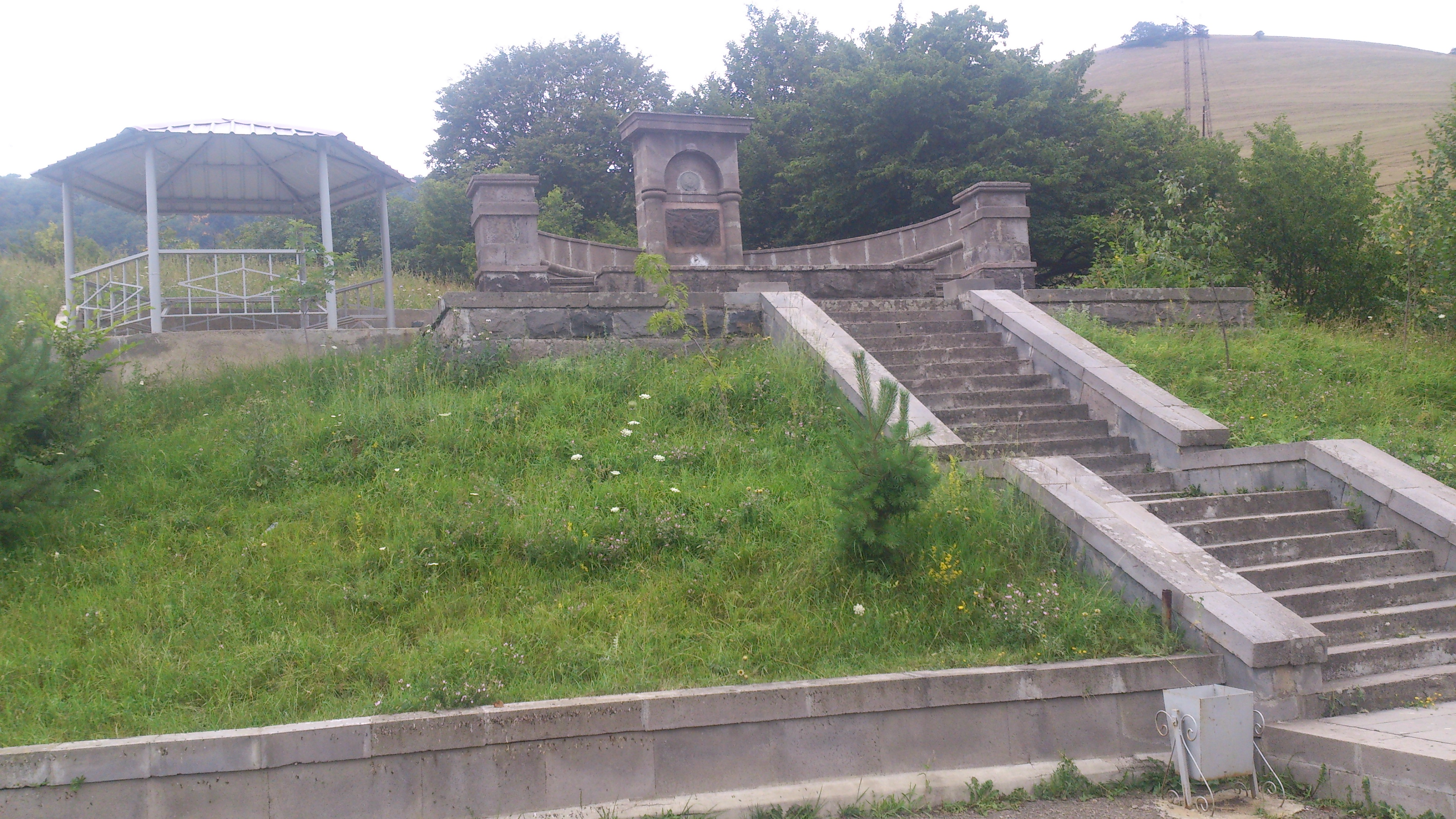
Памятник на Пушкинском перевале о встрече с телом Грибоедова. Пушкинский перевал